# Simbabwische Cricket-Nationalmannschaft in England in der Saison 2025
Die Tour der simbabwischen Cricket-Nationalmannschaft in England in der Saison 2025 fand vom 22. bis zum 24. Mai 2025 statt. Die internationale Cricket-Tour war Bestandteil der Internationalen Cricket-Saison 2025 und umfasste einen Test. England gewann die Test-Serie mit 1−0.

## Vorgeschichte
Simbabwe bestritt zuvor eine Tour in Bangladesch, für England war es die erste Tour in der Saison. Es war das erste Aufeinandertreffen der beiden Teams bei einer Tour, zuvor trafen sie lediglich bei Turnieren aufeinander. Das letzte Aufeinandertreffen der beiden Mannschaften bei einer Tour fand in der Saison 2004/05 in Simbabwe statt.

## Stadion
Das folgende Stadion wurde für die Tour als Austragungsort bestimmt.
| Stadion      | Stadt      | Kapazität | Spiele  |
| ------------ | ---------- | --------- | ------- |
| Trent Bridge | Nottingham | 15.350    | 1. Test |

## Kaderlisten
England benannte seinen Kader am 2. Mai 2025.
Simbabwe benannte seinen Kader am 3. Mai 2025.
| Test | Test |
| England | Simbabwe |
| --- | --- |
| - Ben Stokes (K) - Ollie Pope (VK) - Gus Atkinson - Shoaib Bashir - Harry Brook - Sam Cook - Jordan Cox (wk) - Zak Crawley - Ben Duckett - Matthew Potts - Joe Root - James Rew (wk) - Jamie Smith (wk) - Josh Tongue | - Craig Ervine (K) - Brian Bennett - Tanaka Chivanga - Ben Curran - Trevor Gwandu - Clive Madande (wk) - Wesley Madhevere - Wellington Masakadza - Blessing Muzarabani - Richard Ngarava - Newman Nyamhuri - Victor Nyauchi - Sikandar Raza - Tafadzwa Tsiga (wk) - Nick Welch - Sean Williams |

## Tour Matches
| 15. – 18. Mai Scorecard | Leicester | County Club Select XI 330 (71.2) & 464-7d (97) | – | Zimbabweans 403 (97.4) & 253 (66.5) |
|                         |           | County Club Select XI gewinnt mit 138 Runs     |   |                                     |

| 3. – 6. Juni Scorecard | Arundel | South Africans 313-2d (79) | – | Zimbabweans 48-1 (11) |
|                        |         | Remis                      |   |                       |

## Test in Nottingham
| 22. – 24. Mai Scorecard | Nottingham | England 565-6d (96.3)                         | – | Simbabwe 265 (63.2) & 255 (59) (f/o) |
|                         |            | England gewinnt mit einem Innings und 45 Runs |   |                                      |

Simbabwe gewann den Münzwurf und entschied sich als Feldmannschaft zu beginnen. Für England bildeten die Eröffnungs-Batter Zak Crawley und Ben Duckett eine Partnerschaft. Duckett gelang ein Century über 140 Runs aus 134 Bällen und wurde gefolgt durch Ollie Pope. Crawley schied nach einem Century über 124 Runs aus 171 Bällen aus und der ihm folgende Joe Root erzielte 34 Runs. Daraufhin kam Harry Brook aufs Feld und der Tag endete beim Stand von 498/3. Am zweiten Tag verlor Pope sein Wicket nach einem Century über 171 Runs aus 166 Bällen. Nachdem Brook nach einem Fifty über 58 Runs ausgeschieden war deklarierte England das Innings beim Stand von 565/6. Bester simbabwischer Bowler war Blessing Muzarabani mit 3 Wickets für 143 Runs. Für Simbabwe formte der Eröffnungs-Batter Brian Bennett mit dem dritten Schlagmann Craig Ervine. Ervine erreichte 42 Runs und der ihm folgende Sean Williams 25 Runs. Als Tafadzwa Tsiga aufs Feld kam, schied Bennett nach einem Century über 139 Runs aus 143 Bällen aus. er wurde durch Blessing Muzarabani ersetzt und als Tsiga 22 Runs erreichte, verlor Muzarabani das letzte Wicket nach 12 Runs, womit das Innings nach 265 Runs beendet wurde. Bester englischer Bowler war Shoaib Bashir mit 3 Wickets für 62 Runs. Da Simbabwe einen Rückstand von 300 Runs nach dem ersten Innings hatte, forderte England das Follow-on ein. In ihrem zweiten Innings bildete Eröffnungs-Batter Ben Curran zusammen mit dem vierten Schlagmann Sean Williams eine Partnerschaft und beendeten den Tag beim Stand von 30/2. Am dritten Tag erreichte Williams ein Fifty über 88 Runs und wurde gefolgt von Sikandar Raza. Curran schied nach 37 Runs aus und Wessly Madhevere erzielte 31 Runs. Als Victor Nyauchi ins Spiel kam, schied Raza nach einem Fifty über 60 Runs aus. Tanaka Chivanga konnte 13 Runs erreichen und als dessen Wicket fiel, stand die Niederlage für Simbabwe fest. Nyauchi hatte bis dahin 13* Runs erzielt. Bester englischer Bowler war Shoaib Bashir mit 6 Wickets für 81 Runs. Als Spieler des Spiels wurde Shoaib Bashir ausgezeichnet.

## Auszeichnungen

### Player of the Match
Als Player of the Match wurden die folgenden Spieler ausgezeichnet.
| Spiel   | Player of the Match |
| ------- | ------------------- |
| 1. Test | Shoaib Bashir       |